# Delta Green
Delta Green är en kampanjvärld till rollspelet Call of Cthulhu.

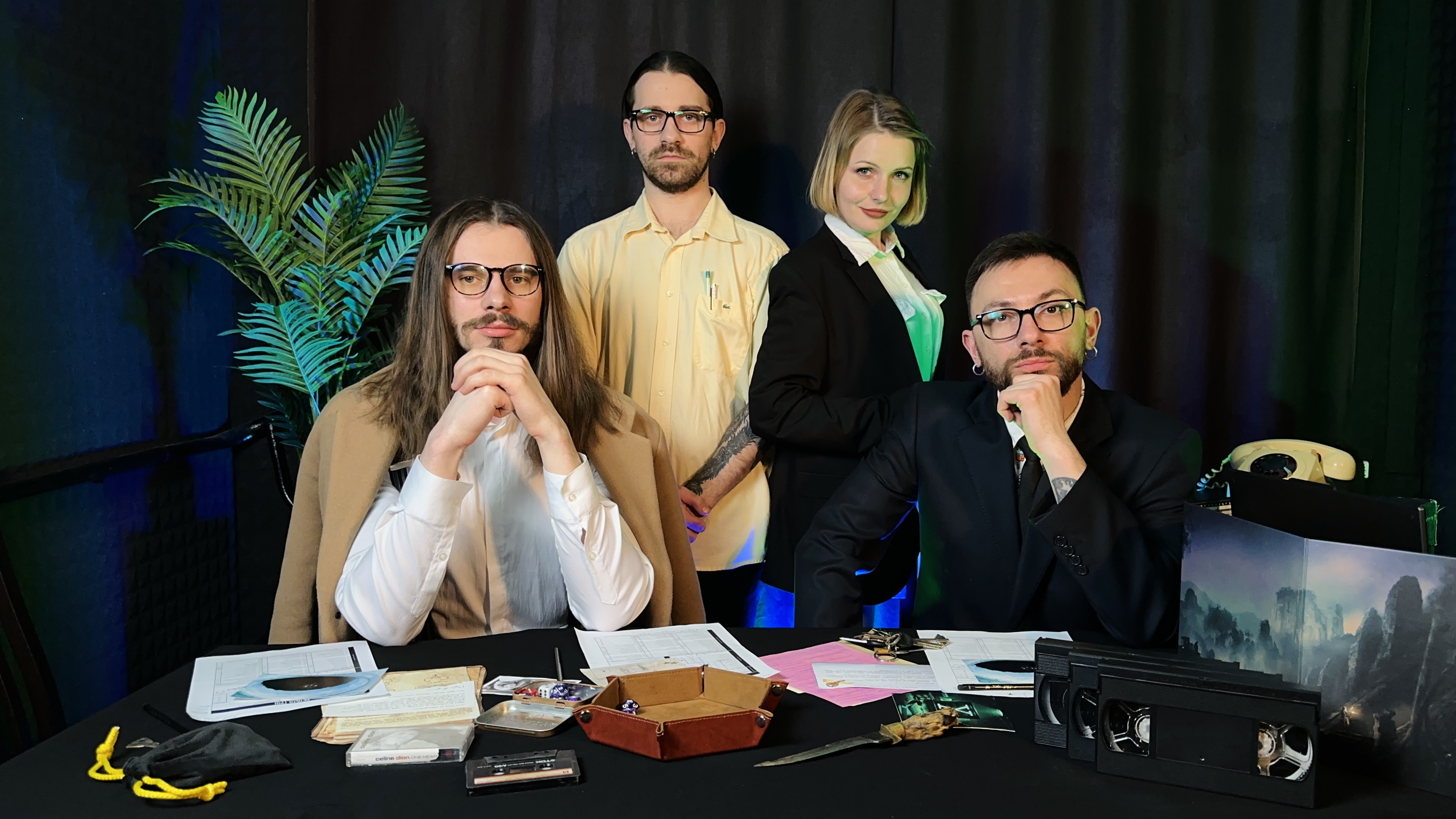
Ukrainska actual play-teamet "Myth Hunters" under en Delta Green-session

Kampanjvärlden utspelar sig i samtiden, där rollpersonerna är medlemmar av en amerikansk konspiration vid namn Delta Green, som bekämpar varelserna från Cthulhu-mytologin i USA. Idén publicerades först i fanzinet The Unspeakable Oath i början av 1993. Fyra år senare släpptes rollspelsmodulen Delta Green.

## Utmärkelser
1998 tilldelades Delta Green Origins Award for Best Roleplaying Supplement of 1997 (bästa rollspelssupplement). Kampanjvärlden fick ytterligare två utmärkelser 2000: Best Game-Related Novel of 1999 (bästa spelrelaterad roman) för Delta Green: The Rules of Engagement och Best Roleplaying Supplement of 1999 för Delta Green: Countdown.

## Utgivet material
Fram till och med 2012 har följande böcker utgivits till Delta Green:
Pagan Publishing:
- Delta Green (grundmodulen)
- Delta Green: Countdown – 1999, av John Tynes, Dennis Detwiller and Adam Scott Glancy (bakgrundsmodul för 2000-talet)
- Delta Green: Alien Intelligence – mars 1998 (antologi)
- Delta Green: Dark Theatres (antologi)
- Delta Green: Rules of Engagement av John Tynes (roman)
- Delta Green: Denied to the Enemy av Dennis Detwiller (roman, utspelas under 2:a världskriget)
- Delta Green Eyes Only Volume 1: Machinations of the Mi-go (spelsupplement i begränsad utgåva)
- Delta Green Eyes Only Volume 2: The Fate (spelsupplement i begränsad utgåva)
- Delta Green Eyes Only Volume 3: Project Rainbow (spelsupplement i begränsad utgåva)
- Delta Green: Eyes Only, samlingsvolym innehållande de tre föregående titlarna.
- Delta Green: Targets of Opportunity

Fantasy Flight Games:
- Cthulhu Live: Delta Green (lajvregler)